# Пейзаж із Поліфемом
«Пейзаж з Поліфемом» (фр. Paysage avec Polyphème) — картина французького живописця Ніколи Пуссена (1594–1665). Створена у 1649 році. Зберігається у колекції картин французьких майстрів музею Ермітаж. Картину придбали для Петербурга в Парижі за сприяння письменника та філософа Дені Дідро у 1772 році.

## Пейзажі північноєвропейських майстрів
Нікола Пуссен був майстром релігійного та міфологічного за сюжетами живопису. В початковий період творчості він звертався до пейзажу лише при необхідності передати середовище, де діяли персонажі — біблійної чи стародавньої історії. Пейзаж, таким чином, мав підкорену роль і не дуже цікавив художника.
Перебравшись на житло у Рим, художник уважно вдивлявся в твори своїх сучасників, що були вихідцями з різних країн Європи, а, відтак, носіями іншої, ніж італійці, культури. На відміну від італійських художників, уродженці Нідерландів, Франції, німецьких князівств приділяли особливу увагу пейзажу, природі як носію Божої мудрості. І досягли значних успіхів в цій царині мистецтва, як в живопису, так і в гравюрі. У митців венеції викликали вже твори Дюрера з панорамними пейзажами на тлі гравюр «Самсон роздирає пащу леву», (1497 р.), «Битва янголів з демонами», (1498 р.). Пейзаж домінував в гравюрі Дюрера «Втеча Святої Родини в Єгипет», в деяких картинах Лукаса Кранаха Старшого . Німець Альтдорфер міг взагалі відмовитися від додачі до композицій біблійних персонажів і подати тільки пейзаж. Дивували італійців пейзажами та замальовками середньовічних міст і нідерландці, серед яких
- Гуго ван дер Гус
- Лука Лейденський
- Пітер Брейгель старший

В 17 столітті в Римі роками працювали голландці ( Пауль Бріль, Пітер ван Лар, Ян Бот, Бартоломеус Бренберг) та француз з Лотарігнії — Клод Лоррен, що створювали здебільшого (або виключно) пейзажі і мали популярність і успіх.

### Пейзажні твори Пуссена
У 1640-х роках до створення пейзажів звернувся і сам Пуссен. Звичайно ж, біблійні та міфічні сюжети давно уярмили його. Тому пейзажі Пуссена, часто великі за розмірами, майже завжди мали міфологічне чи біблійне забарвлення, відповідний сюжету — стафаж. Але домінував таки пейзаж. Серед цих творів, зазвичай декоративних, призначених прикрасити палаци, були й справжні шедеври художника —
- « Іоанн Богослов на остові Патмос»
- « Поховання Фокіона»
- « Пірам та Тісба».

Значущим явищем в мистецтві 17 століття стали і пізні пейзажі Пуссена з серії «Сезони» (Лувр, Париж).

### Закоханий Поліфем
До вищих досягнень художника належить і полотно «Пейзаж з Поліфемом». Перед глядачами — галявина з камінням та кущами, де пастухи пасуть вівці та бешкетують чи відпочивають річковий бог, дріади та німфи, фавни. Обрій затуляють дві гори. Придивившись, можна помітити, що на верхівці гори сидить велетень Поліфем, який самовіддано грає на сопілці. Він покохав німфу Галатею і намагається музикою уславити кохану і кохання.
Сюжет про Поліфема та Галатею художник узяв з твору поета Овідія — «Метаморфози» . Пуссен обрав спокійний момент і спокій панує й в цій картині. Але знавці міфів знали, яким жостоким бував Поліфем, що міг відірвати шматок гори та кинути купу каміння з деревами в роздратувавших його подорожніх. Саме цьому гнівному Поліфему призначений гобелен доби  бароко, що зберігає Олеський замок в Україні.